# Massaga xenia
Massaga xenia är en fjärilsart som beskrevs av Jordan 1913. Massaga xenia ingår i släktet Massaga och familjen nattflyn. Inga underarter finns listade i Catalogue of Life.